# Lichtscheid
Lichtscheid ist mit 350 m ü. NHN die höchste Stelle der Stadt Wuppertal und gehört zum Wohnquartier Lichtenplatz. Die Ortslage ist aus einem mittelalterlichen Hof hervorgegangen.

## Topografie, Lage und Verkehrsanbindung
Lichtscheid liegt auf dem Höhenzug der Wuppertaler Südhöhen und stellt mit 350 m ü. NHN die höchste Erhebung der Stadt dar. Es ist kein markanter Berg, sondern eine eher unauffällige Erhebung auf dem nach Westen wie Osten zunächst nur sanft abfallenden Höhenzug. In nördlicher Richtung besteht ein deutlich ausgeprägteres Gefälle ins Tal der Wupper zu den Stadtteilen Elberfeld und Barmen. Am weniger steilen Südhang beginnt der Stadtteil Ronsdorf mit den ländlichen Außenbezirken des Wohnquartiers Ronsdorf-Mitte/Nord. Die Höhenlage ermöglicht einen Blick auf das ebenfalls hochgelegene Zentrum der Nachbarstadt Remscheid.
Auf Lichtscheid grenzen die Wuppertaler Stadtteile Elberfeld, Barmen und Ronsdorf, alle vor 1929 eigenständige Städte, aneinander. Hier befinden sich auch die Quellen des Bendahler Bachs und der Gelpe. Letztere, ein Zufluss des Morsbachs, gibt dem historischen Gelpetal seinen Namen. Im weiteren Umkreis der Höhe entspringen der Kothener Bach, der Auer Bach, der Murmelbach und der Schmalenhofer Bach.
Ebenfalls auf dem Lichtscheid treffen die Landesstraßen 417 (Lichtscheider Straße, die Verlängerung der Ronsdorfer Straße), 418 und 419 (Obere-Lichtenplatzer-Straße bzw. Oberbergische Straße) sowie die Kreisstraße 21 (ebenfalls Oberbergische Straße) an einem aufwendig konstruierten Verkehrsknotenpunkt mit Kreisverkehr und Überflieger zusammen.

## Bauwerke
Markant ist der auf Lichtscheid errichtete Lichtscheider Wasserturm, der sich im Zentrum des Verkehrsknotenpunkts befindet. Der ehemals 200 Meter nördlich hiervon auf der höchsten Stelle des Stadtgebiets stehende alte Lichtscheider Wasserturm wurde nach der Inbetriebnahme des Neubaus 1977 gesprengt. Auch der alte Ronsdorfer Wasserturm, der einen Kilometer weiter südöstlich stand, wurde abgerissen.
Des Weiteren befinden sich auf dem Lichtscheid ein Standort der Hauptverwaltung der Krankenkasse Barmer GEK, eine ehemalige Kaserne, zwei Baumärkte, die Verwaltung der Firmen „Vorwerk Drivetec“ und „Vorwerk Autotec“ und in einem Ziegelbau ein ehemaliges Umspannwerk, das in ein Fitnessstudio umgebaut wurde. Im Nahbereich befand sich das 2012 geschlossene und 2020/2021 abgerissene Freizeitbad Bergische Sonne und etwas abseits die Liegenschaft Müngstener Straße auf dem Gelände des ehemaligen Barmer Stadions gegenüber der Lichtenplatzer Kapelle, in der neben Bereitschaftspolizei auch andere Dienststellen des Polizeipräsidiums Wuppertal sowie eine Kfz-Werkstatt des LZPD NRW angesiedelt sind.
Die umfangreichen Fabrikgebäude der Firmen „Vorwerk Drivetec“ und „Vorwerk Autotec“ wurden in den letzten Jahren zu großen Teilen abgerissen, um Platz für einen Baumarkt zu schaffen. Zuletzt dienten sie unter anderem als Räumlichkeit für das Technologiezentrum Wuppertal, das 2003 in die Lise-Meitner-Straße umzog. Auch die Wohnbebauung auf der gegenüberliegenden Seite der Oberbergischen Straße wurde Mitte des ersten Jahrzehnts des 21. Jahrhunderts abgerissen und mit einem Baumarkt und einem Discountmarkt bebaut. Die nicht mehr genutzte Colmar-Kaserne wurde ab Ende des Jahres 2008 unter Erhalt einiger der historischen Gebäude in einen Technologiepark und eine Neubausiedlung umgewandelt.

### Geschichte
Die erste urkundliche Erwähnung der Höfe auf Lichtscheid erfolgte 1466 in einer Beyenburger Amtsrechnung des Beyenburger Rentmeisters. Zu dieser Zeit existierten dort die drei Höfe Wilhelms Lichtenscheid, Peters Lichtenscheid, Gockelsheid (die spätere Ortslage Heide) und der Kotten Schafferts Kothe. Weitere Höfe dieser Zeit im Nahbereich waren Buer (Baur) und Capell (Kapellen). Baur war im Mittelalter dem Kloster Steinhaus abgabepflichtig und man vermutet im benachbarten Kapellen eine Kapelle für die klösterlichen Hofesleute. Die Vermutung leitet sich aber ausschließlich aus dem Namen des Hofes ab, ein urkundlicher Beleg dafür ist nicht bekannt. Östlich von Lichtscheid befand sich der benachbarte Hof Marpe.
Der Bereich gehörte bis zur Gründung einer eigenen Pfarrei in Barmen zum Kirchspiel Elberfeld im Amt Beyenburg. Als Leitschüt wurde der Ort 1715 im Kartenwerk Topographia Ducatus Montani des Erich Philipp Ploennies verzeichnet. Auch der Hof Gockelsheid(e) ist 1715 noch verzeichnet, ebenso ein Hof grauleitschütt (das spätere Lichtenplatz) östlich davon. Der Hof Marpe ist bei Ploennies bereits als Dorf ohne Kirche, also als ein Weiler, verzeichnet.
Am heutigen Schliemannweg ist 1789 auf der Charte des Herzogthum Berg des Carl Friedrich von Wiebeking ein Wohnplatz Kölschejan verzeichnet, der auch auf der Topographischen Aufnahme der Rheinlande von 1824 noch so bezeichnet wird. Der Wohnplatz Lichtenplatz, der später dem gesamten Wuppertaler Wohnquartier seinen Namen geben wird, liegt nördlich neben Gockelsheid(e)
Eine lockere Wohnbebauung entstand entlang der Hauptwege erst ab dem 18. Jahrhundert. 1789 wurde bei Lichtenplatz die Marper Schule errichtet, der zweitälteste Schulbau im Gebiet des heutigen Wuppertals. Die Schule wird heute als Grundschule genutzt. 1904 entstand neben dem Schulhaus die evangelische Lichtenplatzer Kapelle. An der Stadtgrenze zu Ronsdorf war schon Ende des 19. Jahrhunderts der Park an der Restauration Jägerhof mit seinem hohen Aussichtsturm eine beliebte Attraktion auf Lichtscheid.
Die großflächige Bebauung entstand zur Wende des 20. Jahrhunderts mit der Errichtung der Vorwerk'schen Fabrik und der Entwicklung Lichtscheids zu einem Kreuzungspunkt der Straße Unterbarmen–Ronsdorf, der heutigen Oberbergische Straße (Kreisstraße 21 / Landesstraße 419) und der Straße Barmen–Cronenberg bzw. Elberfeld, die heutige Obere Lichtenplatzer Straße (Landesstraße 418) bzw. die heutige Lichtscheider Straße/Ronsdorfer Straße (Landesstraße 417). Dort trafen auch die Gleise der Straßenbahnlinie 23 von Elberfeld nach Ronsdorf auf die Strecke der Ronsdorf-Müngstener Eisenbahn, von der ein Gleisanschluss zu der Vorwerk'schen Fabrik führte. Zur Barmer Trinkwasserversorgung entstand 1902/03 auf dem höchsten Punkt der 44,4 Meter hohe alte Lichtscheider Wasserturm. 1909 wurde das Barmer Stadion erbaut, dessen Radrennbahn sich großer Beliebtheit erfreute. Das Gasthaus „Zur schönen Aussicht“ oder auch „Sport-Restaurant Finkenstein“ (Oberbergische Straße Ecke Böhler Weg) nahe dem Stadion war ein beliebtes Ausflugslokal dieser Zeit. Östlich neben dem Stadion wurde in den 1920er Jahren eine Unterkunft der Schutzpolizei errichtet.
Bei Kapellen wurde in den 1920er Jahren eine erste Wagenhalle für die Straßenbahn errichtet, die in den Folgejahren zu einem Depot mit mehreren Hallen samt Betriebshof erweitert wurde. Eine große Veränderung der Landschaft ergab der Bau der Colmar-Kaserne ab 1936, bei der die Siedlungsplätze Heide und Eiche überbaut wurden. Das agrarisch genutzte Gelände Scharpenacken östlich von Lichtscheid wurde als Standortübungsplatz umgewidmet, die dortigen Höfe wurden im Laufe der nächsten Jahrzehnte zu Wüstungen. Die Vorwerk'sche Fabrik hatte sich bis dahin ebenfalls stark vergrößert und nahm nun die gesamte Fläche zwischen den Straßenkreuzung und dem Barmer Stadion ein. In diese Zeit fallen auch der Bau der provisorischen katholischen Kirche am Fuß des Wasserturms und der Bau des Umspannwerkes.
Nach dem Zweiten Weltkrieg wurde am Wasserturm eine Barackensiedlung für ausgebombte Mitbürger hochgezogen. Der durch Bombentreffer 1943 stark beschädigte Ronsdorfer Wasserturm wurde abgerissen. Das Barmer Stadion wurde aufgrund von Kriegsschäden in den 1950er Jahren geschlossen, die Polizeikaserne wurde nun als Unterkunft und Ausbildungsstätte der Bereitschaftspolizei genutzt. In der Colmar-Kaserne stationierte die britische Armee Einheiten, bis die Liegenschaft 1968 der Bundeswehr übergeben wurde. Entlang dem Scharpenacker Weg und der Adolf-Vorwerk-Straße entstand eine neue Wohnbebauung mit Ein- und Mehrfamilienhäusern. 1955 wurde die katholische Kirche St. Christophorus am Schliemannweg erbaut, die alte provisorische Kirche am Wasserturm infolgedessen ein paar Jahre später abgerissen. Schon Jahre vor Einstellung der letzten Straßenbahnlinie in Wuppertal im Jahr 1987 fuhren keine Straßenbahnen mehr über Lichtscheid, die größeren Verbindungen von Toelleturm und Elberfeld nach Ronsdorf wurden 1959 durch Diesel- und Obuslinien ersetzt, die letzte Linie 30 erreichte Lichtscheid von Friedenshain kommend bis 1963.
Umfangreiche Veränderung erfuhr Lichtscheid mit dem Ausbau der Landesstraßen 417, 418 und 419, wobei insbesondere die Erweiterung der L418/L419 auf vier Fahrspuren und der Bau eines planfreien Überfliegers anstelle der Kreuzung zu Buche schlägt. Die anderen Hauptstraßen wurden mittels eines großen Kreisverkehrs unterhalb des Überfliegers an diese Hauptverkehrsachse angebunden. Am 2. Dezember 1977 wurde unter Bürgerprotesten der alte Lichtscheider Wasserturm gesprengt, seine Aufgabe übernahm ein zuvor errichteter Neubau zwischen den beiden Brückenschlägen des Überfliegers, der Lichtscheider Wasserturm. Sämtliche noch erhaltenen Gebäude der Hofschaft Lichtscheid fielen dem Straßenbau dieser Zeit zum Opfer.
In den 1980er Jahren wurde das Straßenbahndepot bei Kapellen erst als Busdepot der Wuppertaler Stadtwerke, dann eines privaten Busunternehmers und später als Holzhandlung genutzt. Nach einem Brand stand es leer und wurde vor 1992 für den Bau des Freizeitbades Bergische Sonne abgerissen. Gegenüber entstand die neue Zentrale der ehemaligen Barmer Ersatzkasse, ein Rechenzentrum wurde Mitte der 1990er Jahre östlich angegliedert. Die Vorwerk'sche Fabrik verkleinerte sich stetig und machte Platz für den Baumarkt und das Technologiezentrum.
Nach 1993 wurden Teile der Colmar-Kaserne für Asylbewerber, Aussiedler und die Bereitschaftspolizei genutzt. Andere Teile wurden mit der benachbarten Diedenhofen-Kaserne (neue Generaloberst-Hoepner-Kaserne) zusammengelegt. Die Entwicklung des Geländes erfolgt ebenfalls zusammen mit dem der Diedenhofen-Kaserne. Bis Ende 2008 wurden die am Scharpenacker Weg liegenden Wagenhallen der Kaserne abgetragen, um dort Platz für eine neue Wohnbebauung zu schaffen. Mehrere Mannschaftsgebäude zur Oberbergischen Straße hin blieben erhalten.

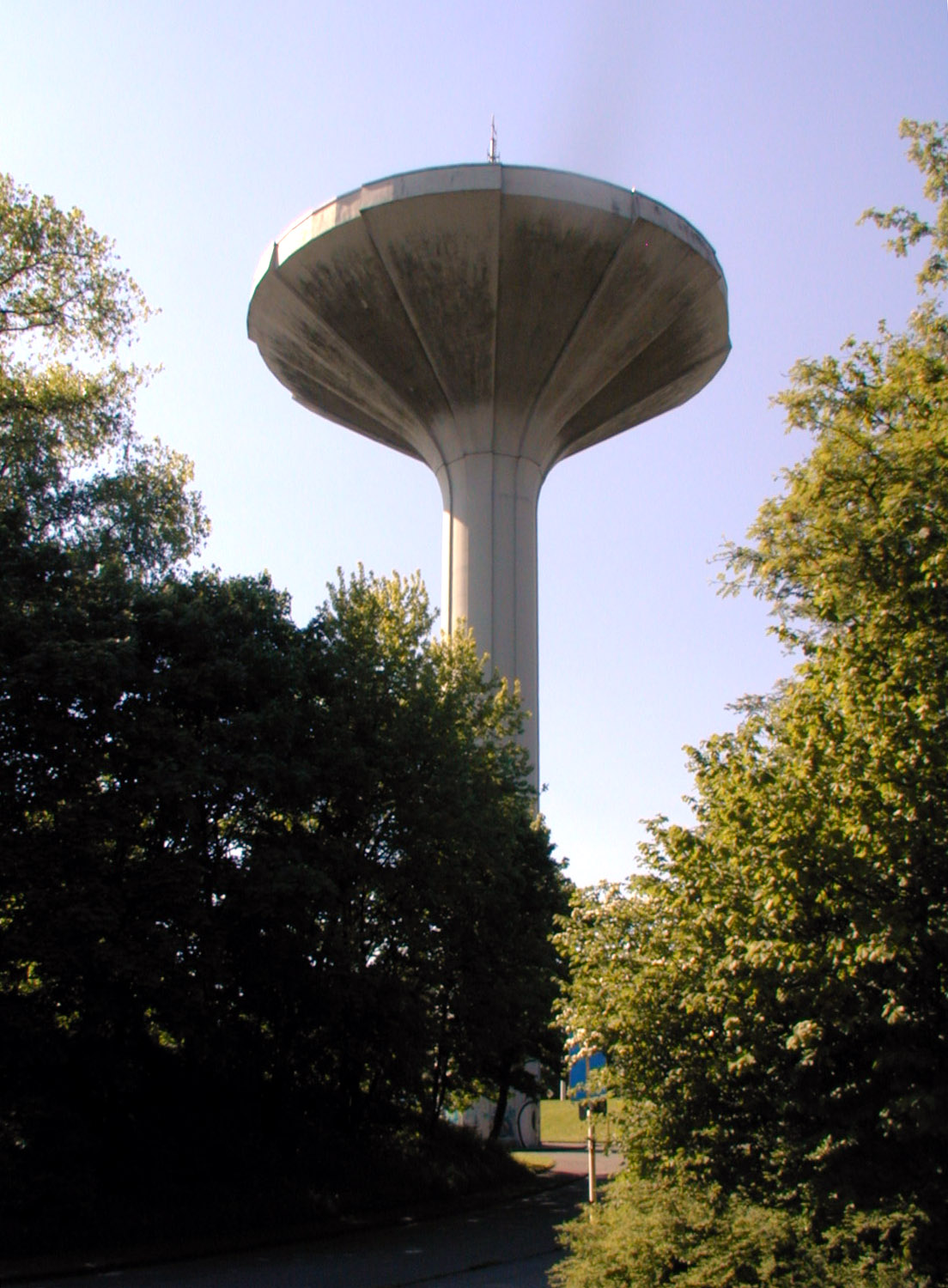
Der Lichtscheider Wasserturm
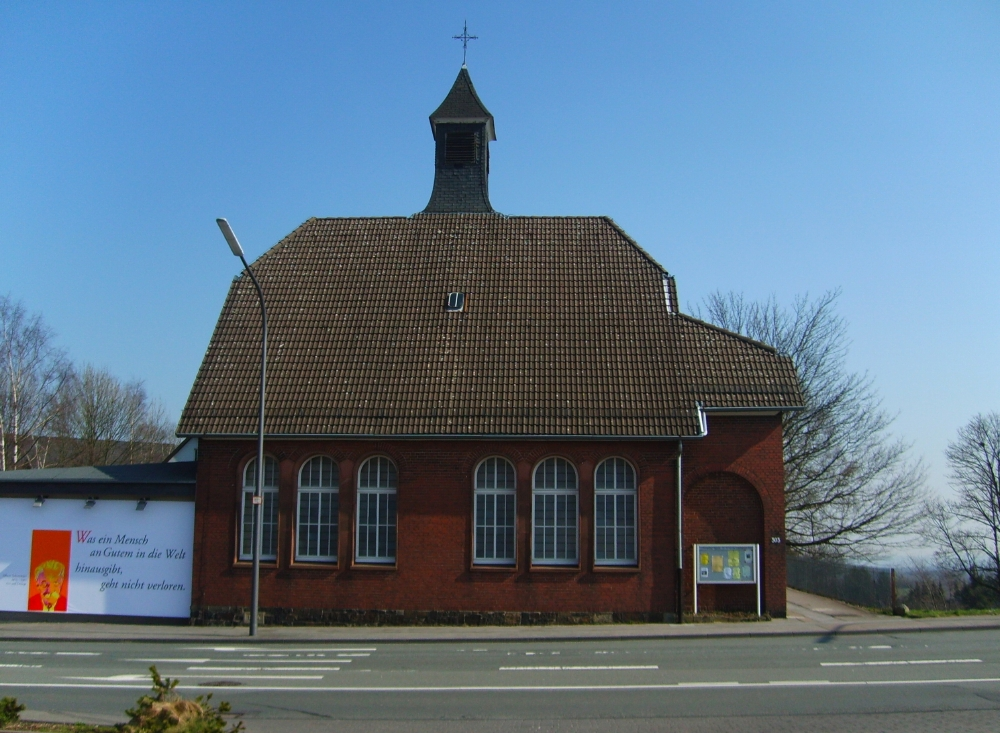
Die evangelische Lichtenplatzer Kapelle
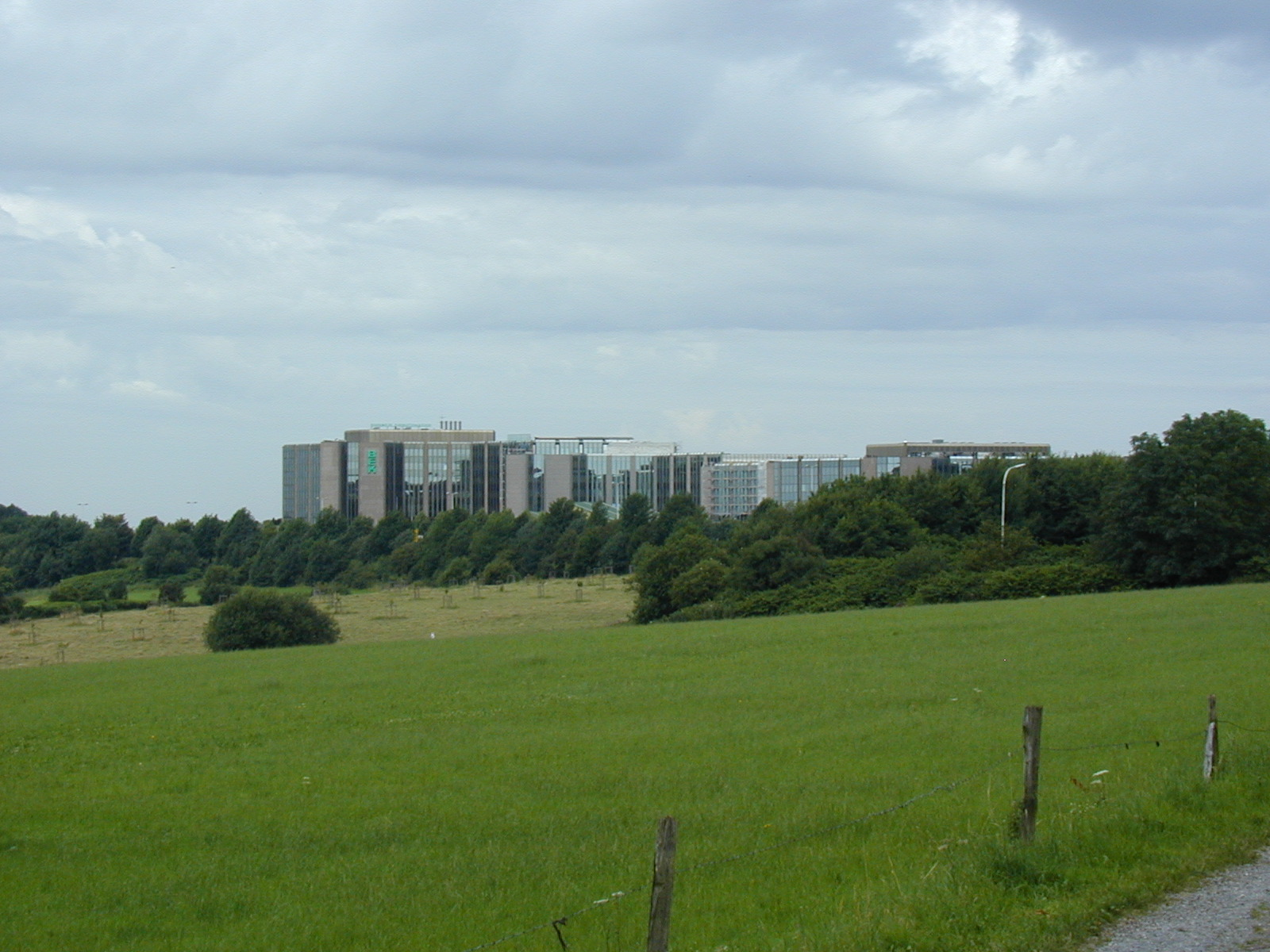
Wuppertaler Verwaltung der BARMER Ersatzkasse auf Lichtscheid